# Illuminotronica
L'illuminotronica è un neologismo nato dall'esigenza di identificare il connubio tra illuminotecnica ed elettronica ossia il settore della illuminazione a LED (Light Emitted Diode) e OLED (Organic Light Emitted Diode), ovvero la luce allo stato solido (Solid State Lighting = SSL) ed identificare una branca specifica dell'illuminotecnica.
Rispetto alle soluzioni tradizionali precedentemente impiegate nell'illuminotecnica, nell'illuminotronica la luce viene generata e pilotata (intensità, temperatura del colore RGB, ecc.) attraverso componenti e circuiti elettronici che permettono di ottenere molteplici effetti ed applicazioni fino ad ora impossibili e controllabili anche da remoto grazie ad appositi telecomandi.
Grazie anche alla alta efficienza energetica dei LED (fino al 90% di risparmio rispetto alle lampade ad incandescenza o alogene), l'illuminotronica sta sostituendo completamente la precedente tecnologia usata in campo illuminotecnico, una rivoluzione paragonabile a quella che diede il via 30 anni fa all'introduzione della lampada a scarica di gas ionizzato. Inoltre i LED hanno una durata maggiore e sono eco-sostenibili. In campo ambientale rappresentano un'importante tecnologia innovativa grazie ai materiali atossici di cui sono composti e sono pertanto conformi ai requisiti della direttiva RoHS (Restriction of Hazardous Substances).